# Kápolnásnyék
Kápolnásnyék is een plaats (község) en gemeente in het Hongaarse comitaat Fejér. Kápolnásnyék telt 3290 inwoners (2001).
Kápolnásnyék, ook wel kortweg Nyék genoemd, ligt aan de oostkant van het Meer van Velence, aan de voet van de Velenceheuvels. Het is een van de belangrijkste toeristische centra in de streek.
Al in de Bronstijd werd dit gebied bewoond. De naam Nyék komt voor het eerst voor in een document van koning Béla III uit het jaar 1193.
De dichter Mihály Vörösmarty (1800-1855), in Hongarije beroemd vanwege zijn gedicht Szózat, werd hier geboren en woonde hier tot zijn elfde jaar. Bij zijn 200ste geboortedag werd voor hem hier een monument opgericht. Ook is er een museum aan de dichter gewijd.
Naast het Vörösmartymuseum zijn er in Kápolnásnyék een expositie over het het Meer van Velence, een smederijmuseum en een geologisch museum.